# Куля Фостера
Куля Фостера — різновид мисливської кулі для гладкоствольної зброї, запатентована американцем Джеймсом К. Фостером в 1932 році. Спочатку проектувалася для полювання на оленя. Прототипом цієї кулі вважається куля французького офіцера Нейслера, яка широко застосовувалася французькою армією в часи Кримської війни. У російській збройової традиції кустарно виготовлені кулі Фостера носять назву ковпачкових.

## Конструкція
Конструкція кулі заснована на вдалому використанні деформаційно-пластичних властивостей свого матеріалу, який в момент пострілу розширюється і виключає проходження порохових газів у зазор між кулею і каналом ствола. Як правило, така куля має циліндричну форму і виготовляється цілком зі свинцю. Виїмка в задній частині кулі сприяє правильній орієнтації кулі в польоті за рахунок зміщення центру ваги вперед.